# Văleni, Mureș
Văleni este un sat în comuna Pogăceaua din județul Mureș, Transilvania, România.

## Istoric
Pe teritoriul localității s-a descoperit o așezare neolitică de cultură neprecizată tip locuire civilă în punctul numit Dealul Belvány atribuindu-i-se codul RAN 118922.01.
De asemenea s-a mai descoperit o așezare eneolitică de cultură neprecizată tip locuire civilă în punctul numit Pădurea Rotundă atribuindu-i-se codul RAN 118922.03 și un topor eneolitic de cultură neprecizată în punctul numit Țeg (Ceg) în cadrul unei descoperiri izolate atribuindu-i-se codul RAN 118922.02. 
Conform listei Repertoriului Arheologic Național al comunei Pogăceaua, în componența satului Văleni se află cele mai multe descoperiri arheologice, și anume 3.